# Колбовичи
Ко́лбовичи (бел. Колбавічы) — деревня в Барановичском районе Брестской области Белоруссии. Входит в состав Подгорновского сельсовета. Население — 45 человек (2019).

## География
В 700 метрах к юго-западу от деревни находится устье реки Углянка, правого притока реки Щара.

## История
Известна с 1567 года как владение шляхтичей Ивановича, Федоровича и Яцкова. В 1905 году в Шиловичской волости Слонимского уезда Гродненской губернии. С 1921 года составе межвоенной Польши.
С 1939 года в составе БССР. С 15 января 1940 года в Бытенском районе Барановичской, с 8 января 1954 года Брестской областей, с 4 октября 1957 года в Барановичском районе.
С конца июня 1941 до начала 1944 года была оккупирована немецко-фашистскими захватчиками, убиты 11 человек и разрушено 64 дома. На фронтах войны погибло десять односельчан.

## Население
| Численность населения (по годам) | Численность населения (по годам) | Численность населения (по годам) | Численность населения (по годам) | Численность населения (по годам) | Численность населения (по годам) | Численность населения (по годам) | Численность населения (по годам) |
| 1905                             | 1940                             | 1959                             | 1970                             | 1999                             | 2005                             | 2009                             | 2019                             |
| -------------------------------- | -------------------------------- | -------------------------------- | -------------------------------- | -------------------------------- | -------------------------------- | -------------------------------- | -------------------------------- |
| 255                              | ↗312                             | ↘305                             | ↗364                             | ↘132                             | ↘119                             | ↘96                              | ↘45                              |

## Достопримечательности
- Аллея в память о 162 уничтоженных жителях д. Колбовичи в 1943 году
- Братская могила советских воинов. Похоронены 4 воина Советской Армии (1 известен, 3 неизвестны)[1].